# نیکولاس کورتی
نیکولاس کورتی (مجاری: Kürti Miklós؛ زاده ۱۴ مهٔ ۱۹۰۸ درگذشته ۲۴ نوامبر ۱۹۹۸) یک فیزیک‌دان اهل بریتانیا بود.